# Urodacus mckenziei
Espèce
Urodacus mckenziei est une espèce de scorpions de la famille des Scorpionidae.

## Distribution
Cette espèce est endémique du Gascoyne en Australie-Occidentale. Elle se rencontre vers la baie Shark.

## Étymologie
Cette espèce est nommée en l'honneur de Norman I. McKenzie.

## Publication originale
- Volschenk, Smith & Harvey, 2000 : « A new species of Urodacus from Western Australia, with additional descriptive notes for Urodacus megamastigus (Scorpiones). » Records of the Western Australian Museum, vol. 20, no 1, p. 57-67 (texte intégral).